# Île Kanonierski
L'île Kanonierski (en russe : Канонерский остров) est une île de Saint-Pétersbourg. Elle se situe entre le canal maritime et le golfe de Finlande. À ce jour, le sous-sol de l'île est fortement pollué par les métaux lourds et le zinc. Les rues et les maisons sont dans un tel état de vétusté que ces problèmes ont plusieurs fois été soulevés par la population.

## Géographie
L'île Kanonierski se trouve au sud-ouest du delta de la Néva et fait partie du chapelet d'îles en eaux profondes de la barre Nevski. L'île s'étend du nord au sud sur plus de 5 km, sa largeur maximale est d'environ 650 mètres. La surface totale de l'île avoisine les 115 hectares.
L'île Kanonierski est séparée de l'île Goutouïevski au sud-est par le canal maritime, et elle est baignée par les eaux de la baie de la Néva au sud-ouest. À son extrémité nord, elle est reliée par un pont à l'île Biely sur laquelle se trouve la station d'épuration de la Centrale d'aération des eaux du canal de Saint-Pétersbourg. Plus à l'ouest que l'île Biely, au sud, se trouve un long banc de sable, en pente douce, d'environ 1 km.
Entre l'île Biely et la partie nord de l'île Kanonierski se trouve le Nouveau port Kanonierski, où sont installés les quais du chantier naval du même nom. La profondeur des eaux du port varie entre 6 et 12 mètres. La partie nord du port donne accès au chenal maritime qui rejoint l'embouchure de la Grande Néva.
Les îles Kanonierski et Goutouïevski sont reliées par un tunnel souterrain, tandis qu'un pont routier de 60 mètres relie l'île Kanonierski à l'île Biely à l'endroit où le canal est le plus étroit.
La configuration de l'île a changé à plusieurs reprises sous l'influence complexe des processus lithodynamiques, dans la zone supérieure de l'embouchure de la Néva, et en raison de l'impact anthropique industriel.

## Histoire
Les Finlandais appelaient l'île en finnois : Kissasaari, l'île du Chat.
Dans la première moitié du XVIIIe siècle, l'île dépend du Collège de l'Amirauté, supra organe de l'administration de la Marine impériale russe, instauré par Pierre le Grand. Elle s'appelle alors l'île Batterie. Sur la plage, tournée vers la baie, la batterie abrite une poudrière (dépôt de munitions). Dans le dernier quart du XVIIIe siècle, l'île est renommée Kanonirski, et un peu plus tard Kanonierski (emprunt du terme «canonnière» à la langue française). L'île Kanonierski a longtemps été un terrain d'entrainement avant de perdre cette affectation à la création du port de commerce maritime sur l'île Goutouïevski.
Depuis le milieu des années 1870, le dessin du littoral de l'île Kanonierski est fortement influencé par la construction du port maritime de Saint-Pétersbourg, sur l'île Goutouïevski, et par le creusement du canal maritime. Le versant est de l'île a été renforcé pour former le flanc de la rive droite du canal maritime. L'île a été allongée, et, au sud, atteint la Porte d'Or du canal maritime de Saint-Pétersbourg. Au nord se trouve le chantier naval avec ses quais et ses grues.
Le canal maritime a été construit entre les années 1875 et 1885, et mis en service en 1885. Les digues nord et sud de l'île ont été construites entre 1884 et 1914.
Si le nord-est de l'île a été aménagé et renforcé, la partie sud-ouest, qui donne sur la baie de la Néva, n'a jamais été ni renforcée ni protégée. C'est la zone en hauts-fonds de la barre Nevski.
Le tunnel entre les îles Kanonierski et Goutouïevski est construit en 1983. Il rattache ainsi l'île à la ville de Leningrad.

## Galerie

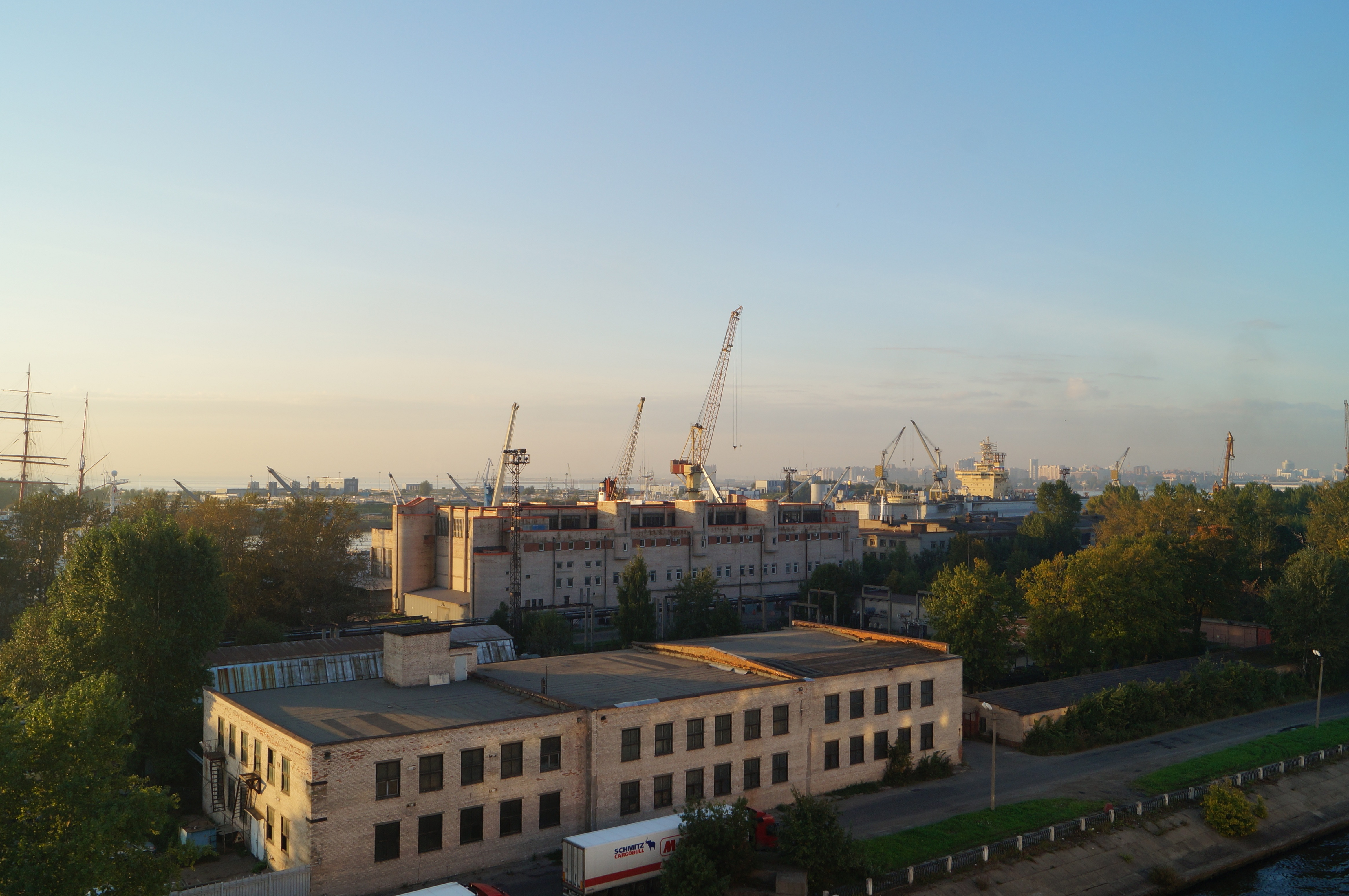
Bureaux, avec des grues portuaires en arrière-plan.
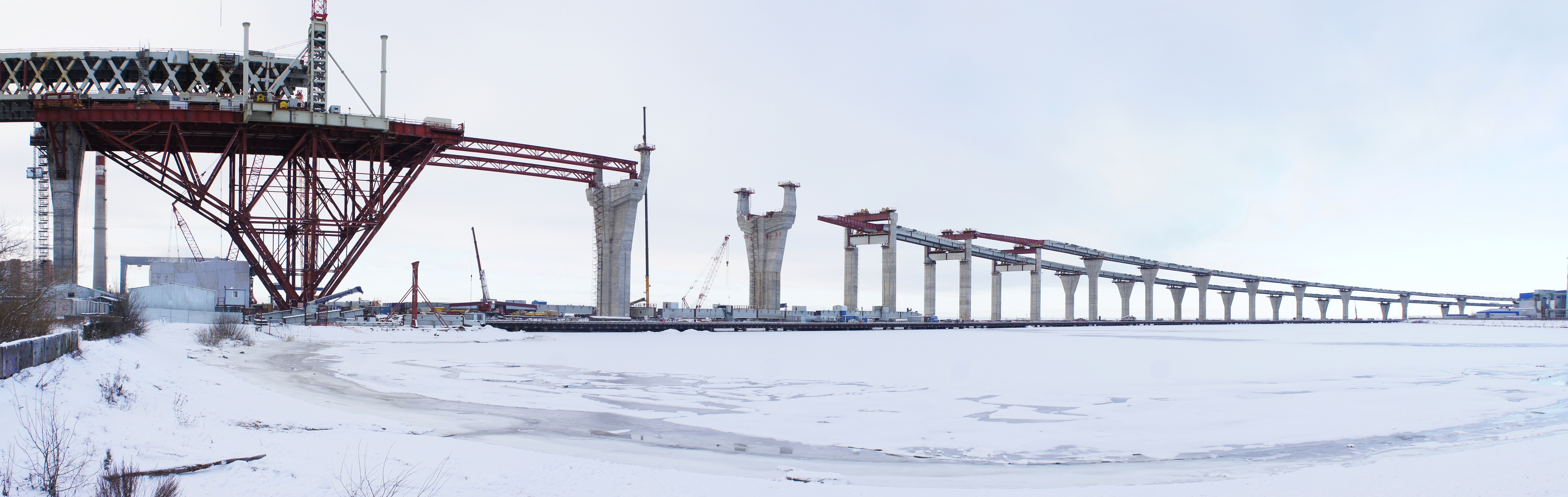
La rocade express ouest de Saint-Pétersbourg, ici en chantier, traverse l'île Kanonierski. 2016
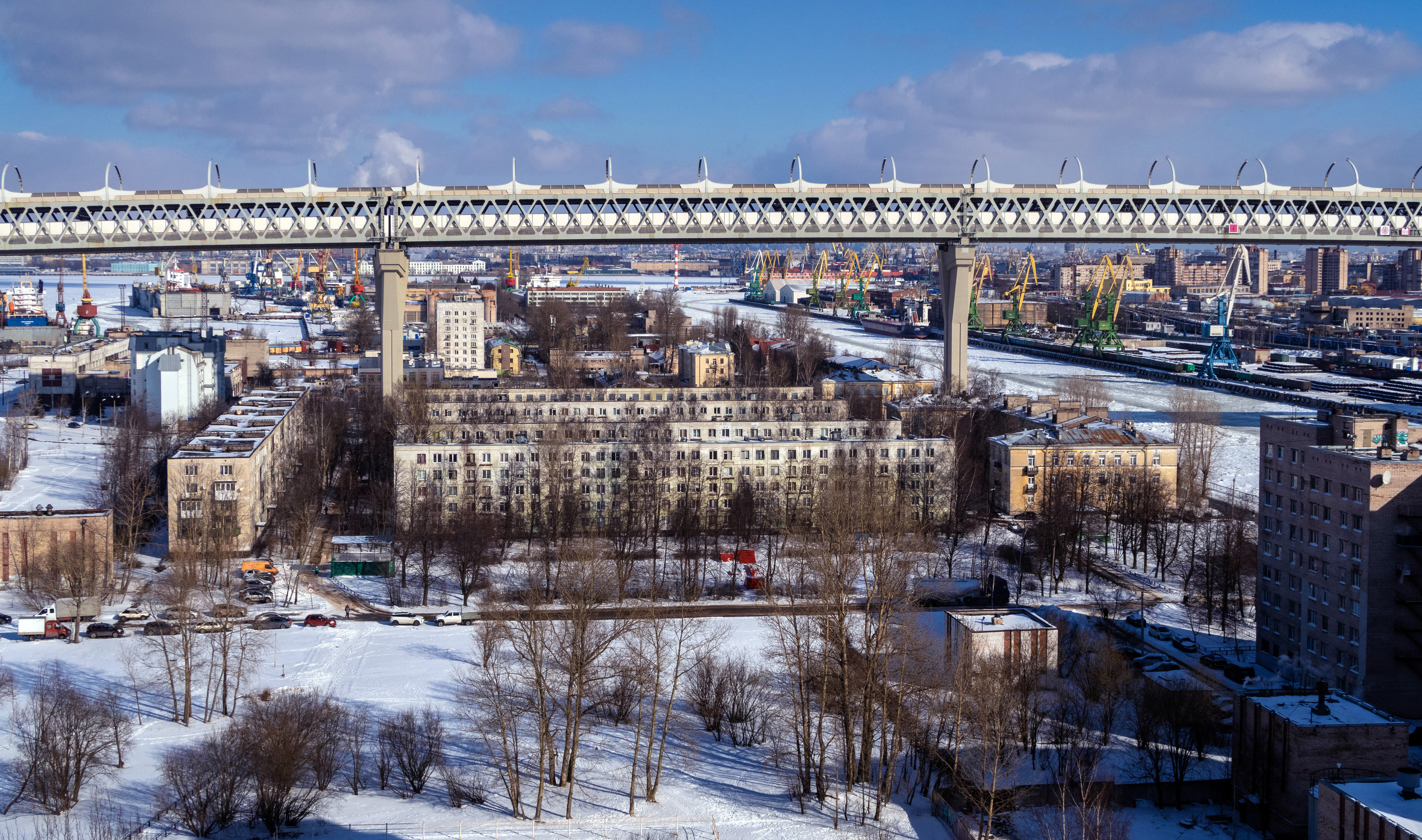
La rocade express ouest, traverse l'île Kanonierski. 2021
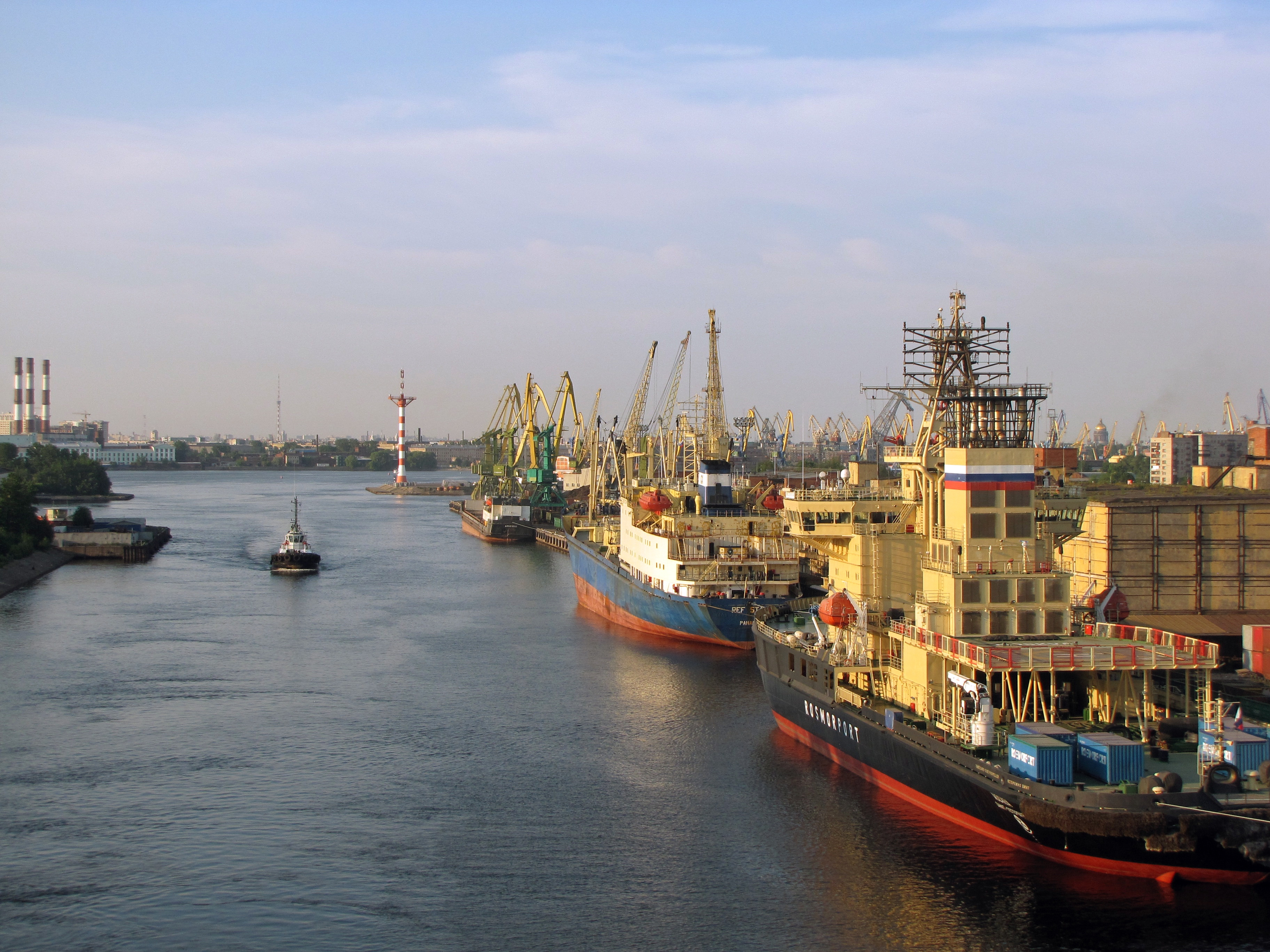
Vue du canal maritime.
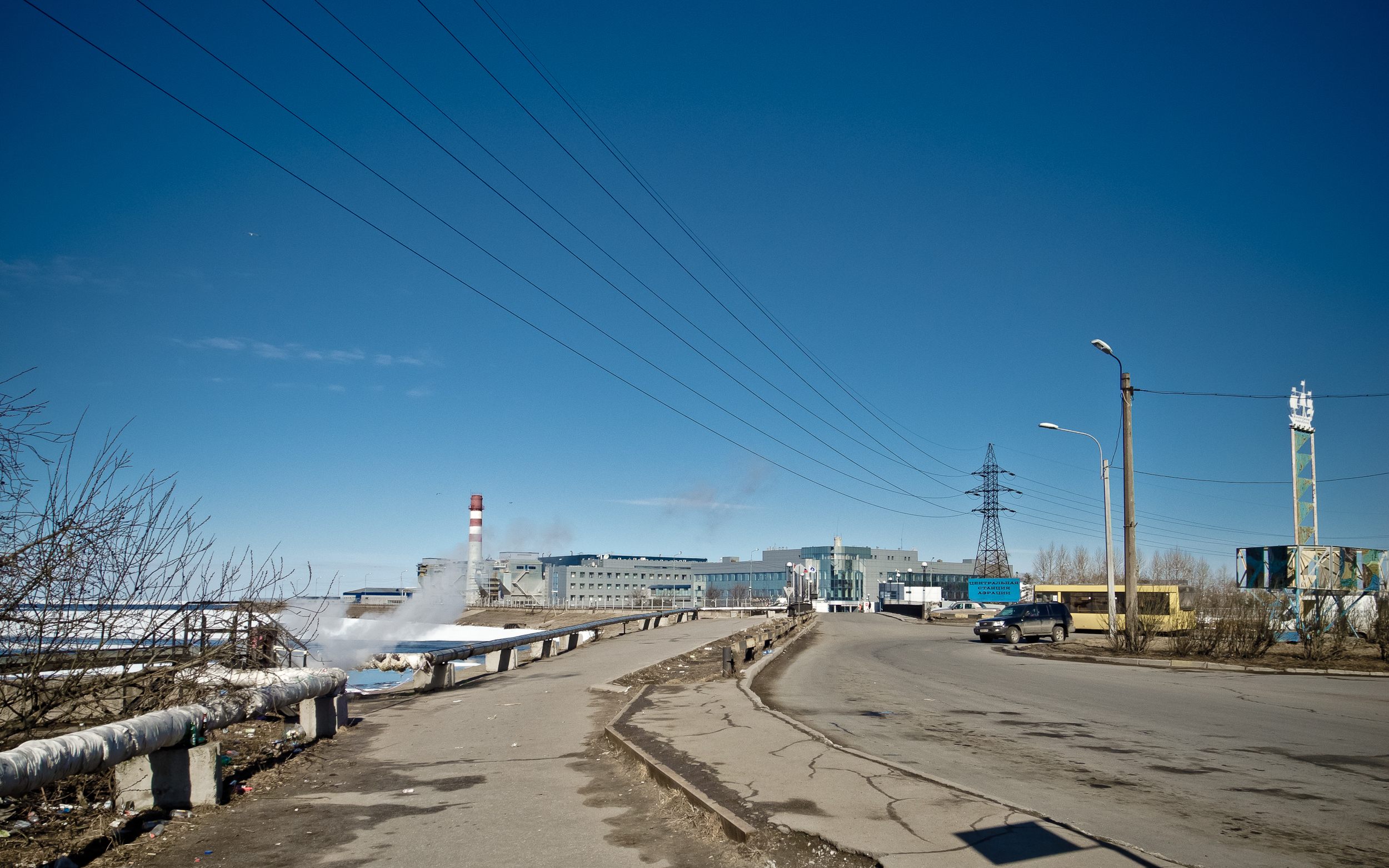
Centrale d'aération des eaux du canal de Saint-Pétersbourg.
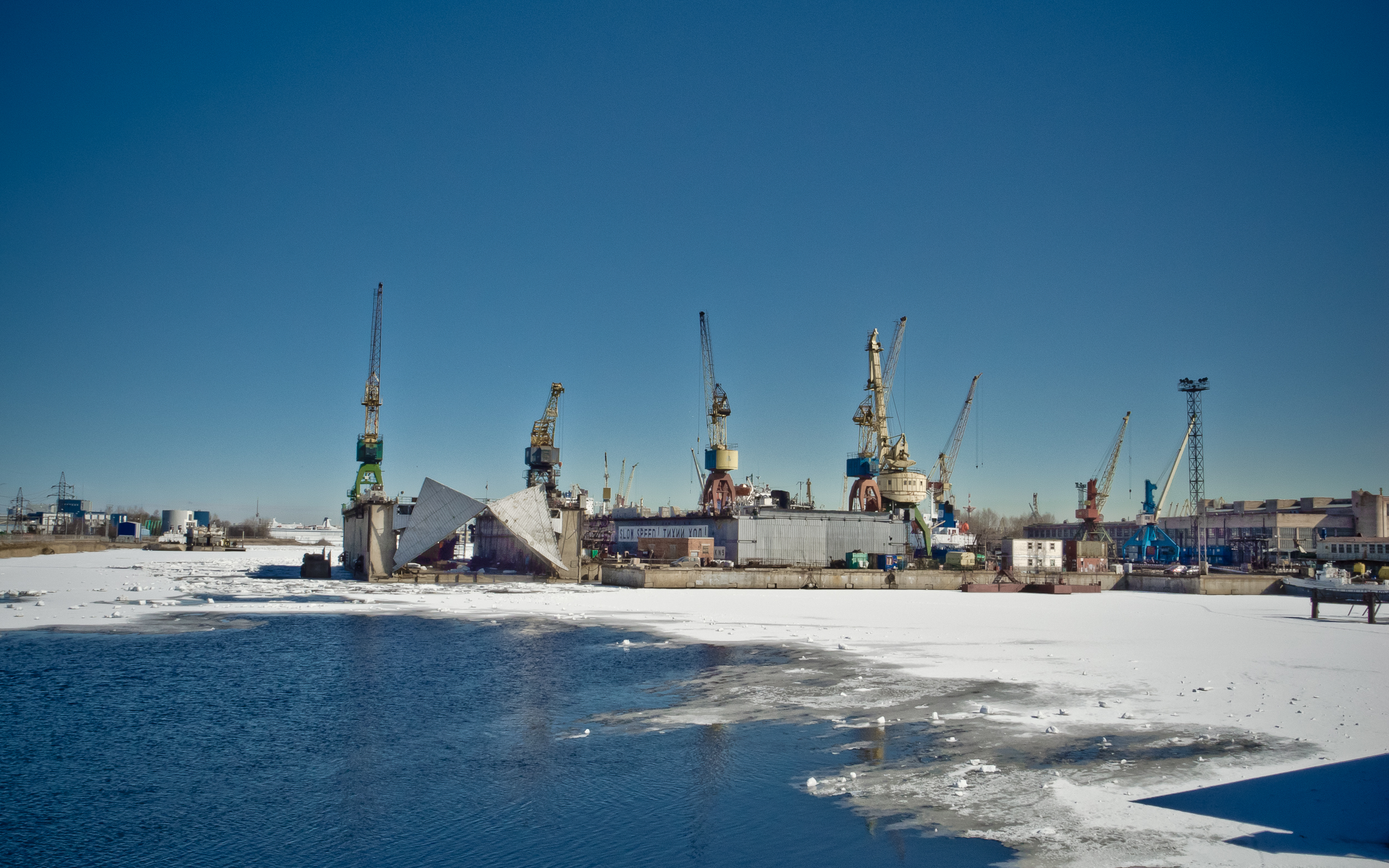
Vue du port en hiver.
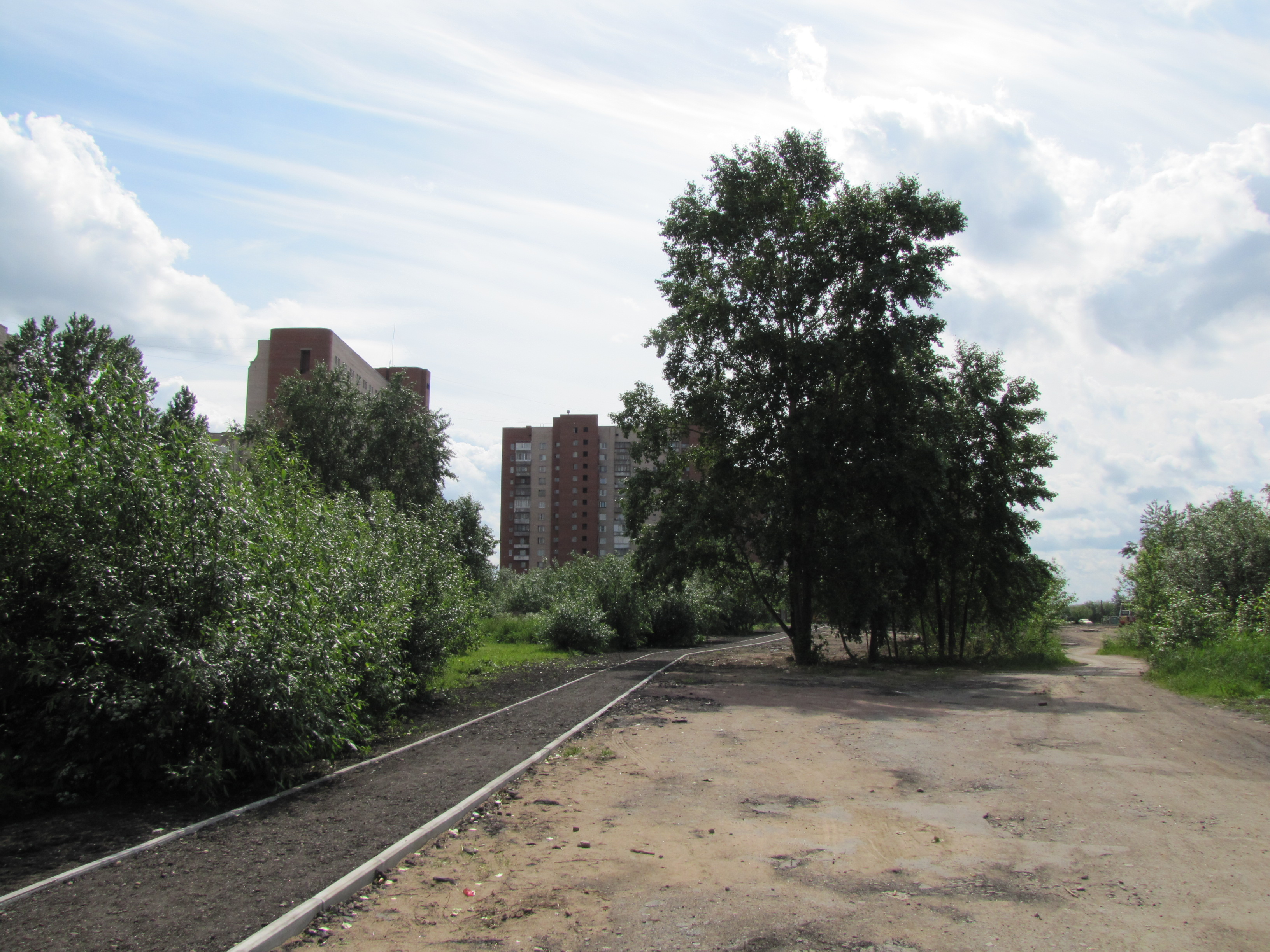
Immeubles d'habitation et promenade.